# 比夏纳
比夏纳（Bhisiana），是印度旁遮普邦珀丁达县的一个城镇。总人口4775（2001年）。

## 人口
该地2001年总人口4775人，其中男性2835人，女性1940人；0—6岁人口723人，其中男412人，女311人；识字率74.55%，其中男性为78.38%，女性为68.97%。